# Куценов Олександр Сергійович
Олекса́ндр Сергі́йович Куце́нов (6 травня 1988 — 29 серпня 2014) — старший солдат Збройних сил України, учасник російсько-української війни.

## Короткий життєпис
Народився 1988 року в смт Олександрівка (Кіровоградська область). Навчався в 3-й школі Олександрівки.
В часі війни — старший солдат, водій 93-ї Дніпропетровської окремої механізованої бригади.
Встиг вивезти поранених побратимів з Іловайська. Загинув під Іловайськом під час прориву з оточення «зеленим коридором» на перехресті доріг з села Побєда до Новокатеринівки поруч зі ставком — у його автівку влучив снаряд.
2 вересня 2014-го тіло Олександра Куценова разом з тілами інших загиблих у Іловайському котлі було привезено до дніпропетровського моргу. Тимчасово похований на Краснопільському цвинтарі Дніпропетровська як невпізнаний Герой.
Ідентифікований за експертизою ДНК, похований у місті Дніпро.

## Нагороди та вшанування
За особисту мужність і героїзм, виявлені у захисті державного суверенітету та територіальної цілісності України, вірність військовій присязі під час російсько-української війни, відзначений — нагороджений
- 9 січня 2016 року — орденом «За мужність» III ступеня (посмертно)[1]
- у жовтні 2015 в Олександрівському НВК № 3 відкрили пам'ятну дошку Олександрові Куценову
- Його портрет розміщений на меморіалі «Стіна пам'яті полеглих за Україну» у Києві: секція 3, ряд 7, місце 30
- Вшановується 29 серпня на щоденному ранковому церемоніалі вшанування українських захисників, які загинули цього дня у різні роки внаслідок російської збройної агресії[2]